# Sankt-Georg-Kirche (Isfahan)
Die Sankt-Georg-Kirche (auch Gharib-Kirche) ist eine historische armenisch-apostolische Kirche in der iranischen Stadt Isfahan.
Sie ist die zweitälteste Kirche im Dschulfa-Viertel. Älter ist nur die Hakup-Kirche, die innerhalb der Sankt-Marien-Kirche liegt. Die Innenarchitektur der Kirche ist sehr schlicht gehalten. Es gibt lediglich eine alte Malerei in der Apsis. Gleichwohl ist ein Anbau bemerkenswert, worin 13 Stücke besonderer Steine enthalten sind. Armenier hatten sie von der Kathedrale von Etschmiadsin abgetragen, als sie Anfang des 17. Jahrhunderts aus Armenien nach Isfahan emigrierten. Diese Steine machen die Sankt-Georg-Kirche zu einem der heiligsten Plätze für Armenier in Dschulfa. Am Eingang der Kirche gibt es ein Bild aus Keramikfliesen aus der Ära Sultan Hoseins. Das Bild stellt Jesus, Maria und die heiligen drei Könige dar, die Geschenke mitbringen.